# Phyllachorella micheliae
Phyllachorella micheliae är en svampart som beskrevs av Syd. 1914. Phyllachorella micheliae ingår i släktet Phyllachorella, ordningen Dothideales, klassen Dothideomycetes, divisionen sporsäcksvampar och riket svampar.   Inga underarter finns listade i Catalogue of Life.